# مارتن بويس
مارتن بويس (بالإنجليزية: Martin Boyce) هو فنان بريطاني، ولد في 1967 في هميلتون في المملكة المتحدة.